# Sphyraena novaehollandiae
Sphyraena novaehollandiae es un pez de la familia de los esfirénidos en el orden de los perciformes.

## Morfología
Pueden alcanzar los 100 cm de largo total.

## Distribución geográfica
Se encuentran en las costas de Papúa Nueva Guinea, Australia, Nueva Zelanda, Islas Marianas, Nueva Caledonia y Japón.